# اندرو کروکشنک
اندرو کروکشَنک (انگلیسی: Andrew Cruickshank؛ ‏ ۲۵ دسامبر ۱۹۰۷ – ۲۹ آوریل ۱۹۸۸) بازیگر اهل بریتانیا بود. وی بین سال‌های ۱۹۳۷ تا ۱۹۸۸ میلادی فعالیت می‌کرد.
از فیلم‌ها یا برنامه‌های تلویزیونی که وی در آن نقش داشته‌است، می‌توان به علامت قابیل، ممنوع، جان وزلی، ۳۹ پله، مرد نادرستی بود، واگنر، نبرد رود پلاته، ال سید، دریای بی‌رحم، ریچارد سوم، مرد نادرستی بود و شاهد شما اشاره کرد.